# LeftRightLeftRightLeft
LeftRightLeftRightLeft is een livealbum van de Engelse band Coldplay, dat gedurende meer dan drie jaar gratis via hun website kon worden gedownload, maar van de website werd gehaald voor de release Live 2012. Bezoekers van hun concerten kregen eveneens een gratis exemplaar uitgereikt.

## Tracklist
| 1.                 | Glass of Water                           | 4:43 |
| 2.                 | 42                                       | 4:52 |
| 3.                 | Clocks                                   | 4:40 |
| 4.                 | Strawberry Swing                         | 4:16 |
| 5.                 | The Hardest Part/Postcards from Far Away | 4:15 |
| 6.                 | Viva La Vida                             | 5:24 |
| 7.                 | Death Will Never Conquer                 | 1:39 |
| 8.                 | Fix You                                  | 5:39 |
| 9.                 | Death and All His Friends                | 4:22 |
| Totale duur: 39:50 |                                          |      |